# 2017年5月臺灣
| << | 2017年5月 （民國106年） | >> |    |    |    |    |
| \| 日 \| 一 \| 二 \| 三 \| 四 \| 五 \| 六 \| \| \| 1 \| 2 \| 3 \| 4 \| 5 \| 6 \| \| 7 \| 8 \| 9 \| 10 \| 11 \| 12 \| 13 \| \| 14 \| 15 \| 16 \| 17 \| 18 \| 19 \| 20 \| \| 21 \| 22 \| 23 \| 24 \| 25 \| 26 \| 27 \| \| 28 \| 29 \| 30 \| 31 \| \| \| \| \| \| \| \| \| \| \| \| |                         |    |    |    |    |    |
| 臺灣新聞動態／維基新聞 |                         |    |    |    |    |    |
| 世界／中国大陆／臺灣 |                         |    |    |    |    |    |
| 日 | 一                      | 二 | 三 | 四 | 五 | 六 |
| | 1                       | 2  | 3  | 4  | 5  | 6  |
| 7 | 8                       | 9  | 10 | 11 | 12 | 13 |
| 14 | 15                      | 16 | 17 | 18 | 19 | 20 |
| 21 | 22                      | 23 | 24 | 25 | 26 | 27 |
| 28 | 29                      | 30 | 31 |    |    |    |
| |                         |    |    |    |    |    |

## 5月1日
- 由臺灣各工會、工運團體及社運團體組成的「2017五一行動聯盟」發起2017五一大遊行，全國產業總工會理事長莊爵安擔任總領隊，訴求「要年金保障，反勞動剝削」。遊行路線首次以中華民國全國工業總會、中華民國全國商業總會總部大樓為遊行終點，意謂向資本家宣戰。時代力量立法委員洪慈庸、中國國民黨立法委員李彥秀與親民黨立法委員周陳秀霞到場代表所屬政黨出席，只有民主進步黨未派代表出席[1]。

## 5月3日
- 中華民國副總統陳建仁和常駐世界貿易組織代表團常任代表朱敬一獲選為2017年美國國家科學院外籍院士之一，但官方網站名單上的國籍被標為「中國台灣」（Taiwan, China）。中華民國總統府發言人林鶴明表示，陳建仁認為這是無法接受的錯誤，中央研究院已經要求更正[2]。
- 新北市板橋區大觀社區居民組成的大觀事件自救會，在民主進步黨中央黨部前開記者會抗議，反對中華民國國軍退除役官兵輔導委員會強制拆除大觀社區。自救會表示，蔡英文政府上任至今，所承諾的社會住宅一戶都沒蓋成，中央與民進黨執政縣市卻大量傳出迫遷案件，跟馬英九政府「根本沒什麼兩樣」。出面接受陳情的民進黨社會運動部主任李世民未正面答覆居民追問，只說了「謝謝」便返回中央黨部[3]。

## 5月4日
- 大觀事件自救會在行政院院長林全住處外陳情，要求行政院出面解決大觀社區迫遷爭議。現場多名聲援者一度擋下林全座車，但林全車隊始終沒有停車，最後林全座車在警方協助開道下揚長而去[4]。事後，行政院以《中華民國刑法》毀損罪、妨害公務罪、強制罪等罪名提告[5]。

## 5月5日
- 桃園市市長鄭文燦宣稱2017桃園農業博覽會光是五一勞動節三天連續假期就湧入五百萬人次，被網友質疑數字灌水。本日《台灣蘋果日報》記者現場觀察，偌大場地僅零星散客，遊園車排隊人數僅十餘人，幾個小時估算園區頂多一千人。桃園市政府新聞處處長張惇涵否認數字灌水，強調實際統計人次就是五百萬人次、而不是五百萬人[6]。

## 5月15日
- 國道收費員自救會發動「舉牌、苦候」行動，在臺北市凱達格蘭大道旁紮營，每天上午高舉「履行協議」立牌繞行總統府前的公園路口，要求蔡英文政府履行國道收費員補償方案協議。國道收費員自救會會長孫秀鑾說，蔡英文政府曾經與自救會簽署此協議，但蔡英文政府至今沒有履行此協議，自救會將會堅持抗爭到底[7]。

## 5月18日
- 宜蘭縣、基隆市、臺北市、新北市、桃園市、新竹市、新竹縣於下午1點30分至2點實施萬安演習。
- 臺灣高雄地方法院檢察署接獲高雄市政府衛生局通報，前往高雄市大寮區裕榮食品大寮廠搜索，查獲已過期1至3年的柴魚粉、無水檸檬酸等原料及問題產品蝦味先共2千多公斤。裕榮食品遭高雄市政府衛生局勒令暫時停業。[8]
- 台灣守護民主平台公布其委託國立政治大學選舉研究中心線上民調實驗室於本月15至17日執行的「憲政體制與蔡總統執政週年調查」網路民調，受訪者對蔡英文政府整體滿意度為18.4%、不滿意度為76.4%[9]。台灣守護民主平台認為，此民調結果呼應了台灣守護民主平台一再呼籲的：在落實全面憲政改革以前，總統蔡英文到立法院進行報告與詢答，才有可能實現權責相符的民主憲政[10]。

## 5月20日
- 中國國民黨主席選舉投開票，民進黨籍立委段宜康在臉書po文：「家裡還有一包這種東西(蝦味先)，不知怎麼處理，可以送給今天得票最高的候選人嗎？」網友反酸民進黨「完全執政一年了，食安還是不斷出包，你還好意思說？有絲毫慚愧心嗎[11]？」

## 5月22日
- 民進黨立委稱，國民黨主席已經選出，國民黨立委不該再杯葛立法院院會。國民黨立法院黨團回應，民進黨立委自己唱「空城計」，沒有好好待在立法院議場開會。國民黨立委王育敏諷刺，民進黨居優勢多數，大可表決方式處理在野黨提案；結果民進黨自己不想開會，隨便找個可笑的藉口終止院會進行後人都跑光，無心開會的企圖顯露無遺[12]。

## 5月24日
- 司法院大法官作出釋字第748號解釋，宣告《民法》同性婚姻相關規定違憲，政府應在2年內修正。

## 5月26日
- 臺灣桃園國際機場第三航廈舉行動土典禮。[13]同日台南市立圖書館總館新建工程動土典禮。[14]

## 5月30日
- 國立政治大學教授陳芳明、東吳大學教授陳瑤華、國立陽明大學教授黃嵩立、國立東華大學教授施正鋒、作家朱天衣等人公開聲援原住民族轉型正義小教室在凱達格蘭大道紮營抗議行動，共同反對《原住民族土地或部落範圍土地劃設辦法》排除私有土地劃入臺灣原住民族傳統領域[15]。